# Avro 631 Cadet
L'Avro Cadet era un monomotore biplano da addestramento prodotto dall'azienda britannica A.V. Roe and Company (Avro) negli anni trenta.
Sviluppato dal precedente Avro 621 Tutor, pur se nelle intenzioni era destinato ad un uso civile venne impiegato soprattutto per la formazione dei piloti militari in Australia, Repubblica di Cina ed Irlanda.

## Storia del progetto
L'Avro 631 Cadet venne sviluppato nel 1931 come una variante, più economica dalle minori dimensioni, derivata dell'addestratore militare Avro 621 Tutor e destinata al mercato civile per uso personale o per la formazione ed esercitazione dei piloti negli aeroclub.
Benché il primo prototipo, immatricolato G-ABRS, fosse stato portato in volo per la prima volta nell'ottobre 1931, il Cadet venne presentato al pubblico 6 mesi più tardi, nel maggio 1932, in occasione dell'inaugurazione dell'aviosuperficie di Skegness. Da quel momento il modello riscosse un buon successo commerciale acquisendo, inizialmente, un ordine per la britannica Air Service Training Ltd (AST), impresa dedita alla formazione di piloti civili. In realtà la Avro aveva già stipulato un primo contratto con l'Irlanda per sei esemplari che, prima di quella data, erano già stati consegnati ai reparti della Aer Chór na hÉireann.
L'Avro riprese la produzione del Cadet nel settembre 1934 con un modello designato Avro 643 Cadet, sviluppo del 631 che si differenziava dal precedente modello per la modifica della sezione posteriore della fusoliera che permetteva una posizione più elevata del passeggero seduto nell'abitacolo posteriore, mantenendo comunque la medesima motorizzazione affidata al radiale Armstrong Siddeley Genet Major I da 135 hp (101 kW) che equipaggiava già il 631 Cadet.
Il 643 servì da base per un ulteriore sviluppo, l'Avro 643 Mk II Cadet, caratterizzato dall'adozione di una struttura rinforzata e da un'uscita più agevole dall'abitacolo quando equipaggiato con il paracadute. Questo modello, entrato in servizio nel 1935, venne prodotto in un buon numero di esemplari, inclusi i 34 dotati di un ruotino d'appoggio sotto la coda realizzati su richiesta della Royal Australian Air Force.

## Tecnica

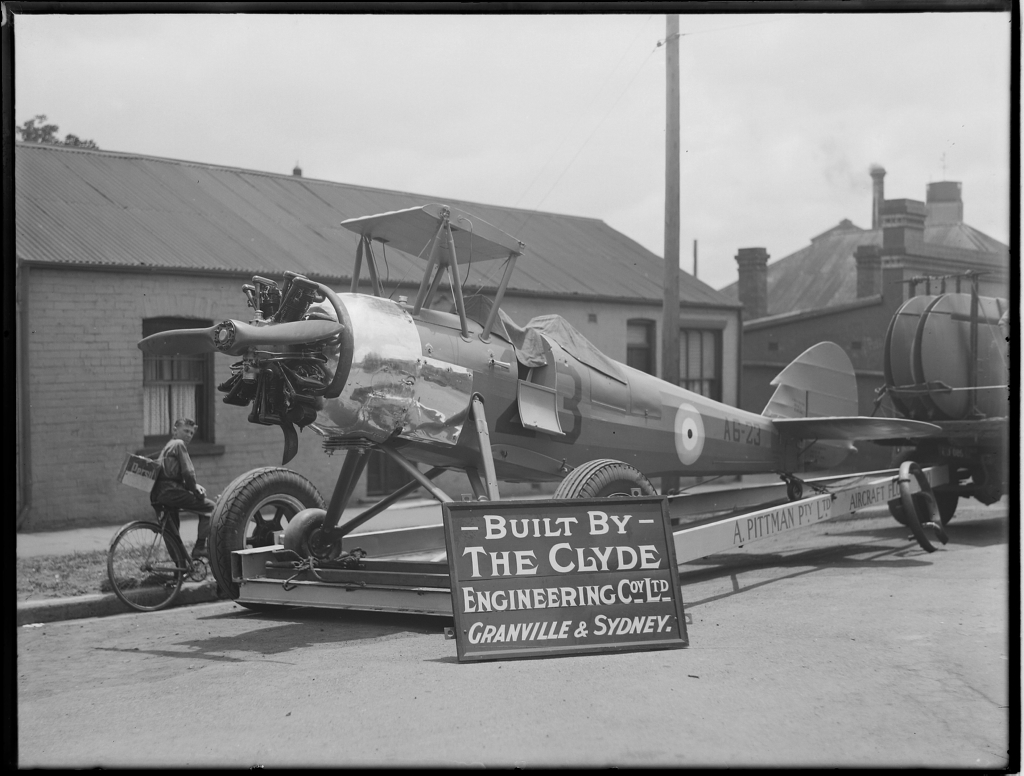
Un Avro Mk II Cadet della Royal Australian Air Force, costruito negli stabilimenti A.V. Roe and Company di Manchester (nonostante l'insegna) e trasportato in Australia.

Il Cadet era un velivolo dall'aspetto, per l'epoca, tradizionale: monomotore, biplano biposto a carrello fisso.
La fusoliera era realizzata in tecnica mista, con una struttura in tubi d'acciaio saldati ricoperta da pannelli in legno e tela tranne la parte del muso metallica su cui era montato il castello motore. Caratterizzata dall'adozione di due abitacoli in tandem aperti, l'anteriore per il pilota ed il posteriore per l'istruttore/passeggero, terminava posteriormente in un impennaggio classico monoderiva dotato di piani orizzontali dalle generose dimensioni.
La configurazione alare era biplana con l'ala superiore ed inferiore di ugual misura, quest'ultima traslata leggermente verso coda, entrambe dotate di alettoni. L'ala superiore era divisa in due semiali, imperniate ad una struttura tubolare che collegava la parte superiore della fusoliera ad una piccola sezione centrale d'ala. L'ala inferiore, montata bassa, le era collegata tramite un paio di montanti ad N integrate da tiranti in filo d'acciaio.
Il carrello d'atterraggio era semplice, fisso, con le ruote montate su una struttura ammortizzata e collegata alla parte inferiore della fusoliera, integrato posteriormente, nel 631, da un pattino d'appoggio posteriore situato sotto la coda sostituito, nel 643, da un ruotino d'appoggio.
La propulsione era affidata ad un motore radiale Armstrong Siddeley Genet Major IA, un 5 cilindri singola stella capace di erogare una potenza di 150 hp (112 kW), montato sul muso a vista senza alcuna protezione ed abbinato ad un'elica

## Impiego operativo

### Regno Unito
Il Cadet, benché più piccolo ed economico del Tutor, risultava essere più costoso nella gestione rispetto ai velivoli leggeri biposto con i quali si poneva in concorrenza e più difficile da hangarare a causa dell'impossibilità di ripiegare le ali per cui è stato utilizzato principalmente come aereo da addestramento nelle scuole di volo civili e militari. Il maggiore operatore civile fu la Air Service Training Ltd, con i suoi 17 Avro 631 Cadet utilizzati nella sua sede di Hamble-le-Rice, in Inghilterra, più i 4 operativi presso la sussidiaria di Hong Kong, la Far East Aviation Co.
Successivamente operò anche con 23 Avro 643 Mk II Cadet che, con i precedenti 631 rimasti in servizio con la Reserve Training Schools, volarono con l'Air Service Training finché non vennero messi a terra e le loro cellule utilizzate dal 1941 per i corsi di istruzione del personale degli Air Training Corps (ATC). In Inghilterra solo 2 Cadet risultano sopravvissuti alla fine della seconda guerra mondiale.

### Australia
La Royal Australian Air Force, che fu uno dei maggiori utilizzatori, acquistò 34 esemplari di Mk II Cadet che vennero forniti tra il novembre 1935 ed il febbraio 1939. Questi erano stati modificati sulle specifiche emesse dal governo australiano che prevedevano l'adozione di un ruotino d'appoggio posteriore che integrasse il carrello d'atterraggio fisso principale ed un più accurato impianto d'alimentazione per poter utilizzare il cadet anche come aereo acrobatico. Gli esemplari rimasero in servizio operativo fino alla fine della seconda guerra mondiale quando, nel 1946, vennero ceduti i 16 esemplari ancora in buone condizioni sul mercato civile. Due di questi vennero rimotorizzati nel 1963 con il Jacobs R-755, un radiale di produzione statunitense in grado di erogare una potenza di 220 hp (160 kW), dotati di irroratori ed usati come aereo agricolo.

### Cina
La Repubblica di Cina operò con 5 esemplari del modello Avro 631. Assegnati alla scuola di volo militare di Liuzhou nel periodo della seconda guerra sino-giapponese, rimasero tutti distrutti nel 1939 a seguito di un bombardamento giapponese.

### Irlanda
L'Aer Chór na hÉireann operò con 7 esemplari di Avro 631 Cadet.

## Versioni
Avro 631 Cadet
versione iniziale, motorizzata con un radiale Armstrong Siddeley Genet Major I, prodotta in 35 esemplari.
Avro 643 Cadet
Versione con modifiche alla fusoliera, prodotta in 8 esemplari.
Avro 643 Mk II Cadet
versione motorizzata con un Genet Major I da 150 hp (112 kW), prodotta in 61 esemplari.

## Utilizzatori

### Civili
Australia
- Maf-Air Services[4]

 Regno Unito
- Air Service Training Ltd

### Militari
Australia
- Royal Australian Air Force

operò con 34 Avro 643 Mk II Cadet.
 Cina
- Chung-Hua Min-Kuo K'ung-Chün

operò con 5 Avro 631.
 Irlanda
- Aer Chór na hÉireann

operò con 7 Avro 631 Cadet.

## Esemplari attualmente esistenti
Esistono ancora diversi esemplari di Cadet, alcuni dei quali ancora in condizioni di volo. Al 2008, questi erano 2 Avro 643 Mk II Cadet australiani (matricola VH-AEG e 'AGH), uno in Irlanda (l'ultimo tra gli esemplari appartenenti all'Aer Chór na hÉireann, tornato in Irlanda dopo una lunga trasvolata che lo ha portato prima in Inghilterra e poi in Nuova Zelanda dove ricevette l'immatricolazione ZK-AVR) ed uno, ritenuto in grado di volare, esposto al Museu do Ar di Sintra (Portogallo).